# Sphaeriodesmus grubbi
Sphaeriodesmus grubbi är en mångfotingart som beskrevs av Shear 1986. Sphaeriodesmus grubbi ingår i släktet Sphaeriodesmus och familjen Sphaeriodesmidae. Inga underarter finns listade i Catalogue of Life.